# Thirteen (serie de televisión)
Thirteen, es una miniserie británica transmitida del 8 de febrero del 2016 hasta el 27 de marzo del 2016 por medio de la cadena BBC Three. La serie fue creada por Marnie Dickens.
El 27 de marzo del 2016 la escritora de la serie Marnie Dickens, anunció que el programa no tendría una segunda temporada.

## Historia
La miniserie se centra en Ivy Moxam, una joven de 26 años que logra escapar de una bodega en donde ha sido mantenida en contra de su voluntad por los últimos 13 años. De regreso en casa y con su familia, Ivy pronto comenzará su historia y junto a los detectives intentará detener al hombre que la secuestró y así evitar que lastime a alguien más.

## Personajes

### Personajes principales
| Actor                 | Personaje       | Ocupación           | Episodios | Duración |
| --------------------- | --------------- | ------------------- | --------- | -------- |
| Jodie Comer           | Ivy Moxam       | -                   | 5         | 2016     |
| Natasha Little        | Christina Moxam | -                   | 5         | 2016     |
| Stuart Graham         | Angus Moxam     | -                   | 5         | 2016     |
| Katherine Rose Morley | Emma Moxam      | -                   | 5         | 2016     |
| Richard Rankin        | Elliott Carne   | Detective Inspector | 5         | 2016     |
| Joe Layton            | Craig Watts     | -                   | 5         | 2016     |
| Eleanor Wyld          | Eloise Wye      | -                   | 5         | 2016     |
| Valene Kane           | Lisa Merchant   | Detective Sargento  | 5         | 2016     |
| Aneurin Barnard       | Tim Hobson      | -                   | 5         | 2016     |
| Peter McDonald        | Mark White      | -                   | 5         | 2016     |
| Nicholas Farrell      | Henry Stone     | -                   | 4         | 2016     |

### Personajes recurrentes
| Actor             | Personaje      | Ocupación                          | Episodios | Duración |
| ----------------- | -------------- | ---------------------------------- | --------- | -------- |
| Mark Flitton      | Jim Conroy     | Detective                          | 5         | 2016     |
| Kemi-Bo Jacobs    | Yazz Hobson    | -                                  | 5         | 2016     |
| Melina Matthews   | Sofía Marín    | -                                  | 5         | 2016     |
| Ariyon Bakare     | David Burridge | Jefe Superintendente de la Policía | 4         | 2016     |
| Ceri Murphy       | Corbin Thomas  | -                                  | 4         | 2016     |
| Charles Babalola  | Jesse Rawlins  | Detective                          | 4         | 2016     |
| Suzette Llewellyn | Angela Hill    | -                                  | 4         | 2016     |
| Chipo Chung       | Alia Symes     | FLO                                | 3         | 2016     |
| Alun Raglan       | Robert Tarl    | -                                  | 3         | 2016     |
| Joanna Hole       | Erica Young    | Doctora                            | 3         | 2016     |
| Colin Mace        | Harold Winters | Detective Sargento                 | 2         | 2016     |

## Episodios
La miniserie estuvo conformada por 5 episodios.

## Producción
Fue dirigida por Vanessa Caswill ("My Mad Fat Diary", "Flea") y por China Moo-Young ("Humans", "Spotless") , la miniserie fue encargada por Damian Kavanagh, el controlador de la BBC Three y por Ben Stephenson, un ex-controllador de la BBC Drama , fue producida por "BBC In-house Drama Production" de Inglaterra.
La miniserie fue producida por Hugh Warren y contó con la participación en la producción ejecutiva de Elizabeth Kilgarriff.
La miniserie fue estrenada el 28 de febrero del 2016 por medio de la cadena BBC Three en el Reino Unido y por BBC América en los Estados Unidos.
La música titular de la serie fue "In Your Dreams" del álbum Wild Go de Dark Dark Dark. 
La música final del quinto episodio es "Out of the Black" de Billie Marten.

## Distribución internacional

### Emisión en otros países
| País           | Cadenas     | Fecha de Inicio    | Fecha de Finalización |
| -------------- | ----------- | ------------------ | --------------------- |
| Estados Unidos | BBC América | 6 de marzo de 2016 | -                     |